# Platysphinx vicaria
Platysphinx vicaria es una polilla de la familia Sphingidae. Vuela de Sierra Leona a Nigeria, Camerún y la República Centroafricana.

## Subespecie
- Platysphinx vicaria vicaria
- Platysphinx vicaria basquini Pierre, 1989 (Gabón)